# Unbroken (álbum de Demi Lovato)
Unbroken é o terceiro álbum de estúdio da cantora estadunidense Demi Lovato, lançado em 20 de setembro de 2011 pela Hollywood Records. Primariamente um álbum pop, Lovato descreveu o álbum como "mais maduro" e com mais elementos R&B do que seus materiais anteriores, citando Rihanna como principal influência. Embora parte do conteúdo lírico do álbum tenha sido fortemente influenciado pelas lutas pessoais de Lovato, ele também trata de assuntos mais leves, como amor e empoderamento. Contribuições para a produção do álbum vieram de diversos produtores, incluindo Toby Gad, Ryan Tedder, Timbaland, Jim Beanz e Rock Mafia.
Lovato inicialmente começou a gravar seu terceiro álbum de estúdio em 2010, antes de embarcar na turnê Live in Concert Tour com os Jonas Brothers. Depois de se afastar da turnê para procurar tratamento para problemas físicos e emocionais, Lovato continuou a trabalhar no álbum e descreveu o processo de gravação como terapêutico. Ela fez colaborações com artistas como Missy Elliott, Timbaland, Dev, Iyaz e Jason Derulo em certas faixas. Comercialmente Unbroken alcançou a quarta posição da Billboard 200, vendendo mais de 97.000 cópias em sua primeira semana, nos Estados Unidos, e posteriormente recebeu o certificado de platina da Recording Industry Association of America (RIAA). O álbum também obteve bom desempenho internacional, alcançando o top quarenta em diversas regiões. Recebeu também o certificado de platina no Brasil e ouro no Chile e nas Filipinas.
Unbroken recebeu avalições mistas dos críticos musicais, com alguns elogiando as baladas, as mensagens empoderadoras e os vocais de Lovato, ao passo que ouro criticaram a quantidade de "canções dançantes" e acharam o álbum imaturo. "Skyscraper" foi lançada como carro-chefe do álbum em julho de 2011, alcançando a décima posição da Billboard Hot 100, tornando-se a terceira canção de melhor desempenho de Lovato no gráfico, atrás de "This Is Me" e sua mais bem sucedida até "Sorry Not Sorry" atingir o número seis em 2017. A canção foi bem recebida pelos críticos, os quais a citaram como destaque do projeto. "Give Your Heart a Break" foi lançada como segundo e último single do álbum em janeiro de 2012 e alcançou a 16ª colocação nos Estados Unidos, bem como adquiriu o certificado de platina quádrupla da RIAA. Lovato promoveu o álbum através de múltiplas aparições na rádio e na televisão, além de sua segunda turnê, A Special Night with Demi Lovato, e o documentário original da MTV, Demi Lovato: Stay Strong.

## Precedentes
Após o lançamento e divulgação de seu segundo álbum, Here We Go Again, no segundo semestre de 2009, Lovato dedicou-se a sua carreira de atriz com filmagens para a série Sunny entre Estrelas e o filme Camp Rock 2: The Final Jam, além de gravar faixas para suas trilhas sonoras. Por isso, a gravação da primeira canção para este álbum foi feita apenas em julho de 2010, com o produtor Dapo Torimiro. No mesmo mês, a cantora cedeu uma entrevista à MTV, na qual afirmou que estaria "criando um novo som", que seria "divertido, um pouco mais R&B/pop". Depois, em conversa com a All Headline News, citou Rihanna e Keri Hilson como influências. Na época, a artista revelou que planejava trabalhar sem pressa nesse álbum, já que não teve "muito tempo para gravar e escrever [os dois primeiros]. Acho que o maior tempo foi no meu primeiro álbum, Don't Forget, quando tive um mês para escrever e gravar. Não pudemos expandir isso, mas farei o contrário nesse".
Em agosto de 2010, Demi iniciou a Camp Rock World Tour 2010, para divulgação do filme Camp Rock 2: The Final Jam. Em novembro, ela abandonou a turnê por problemas pessoais e esteve internada em uma clínica por cerca de três meses, período no qual as gravações foram interrompidas. Pouco tempo depois de sua saída da clínica, a cantora voltou a trabalhar no álbum. Em abril de 2011, Lovato anunciou que deixaria a série Sunny entre Estrelas, da qual era protagonista, para se concentrar em sua música. Depois de finalizado, ela descreveu o álbum como "mais maduro" que seu som anterior e mais "divertido" e "leve" que seu primeiro single, "Skyscraper", apesar de também conter outras faixas "intensas". Em 11 de agosto de 2011, Lovato usou sua conta oficial no Twitter para anunciar o título: Unbroken. Sua capa também foi revelada através do Twitter, oito dias depois.

## Canções e composição
A faixa de abertura do álbum, "All Night Long", tem como gêneros o R&B e hip-hop, e é sobre "ficar acordada a noite inteira e cantar isso para o garoto de quem você gosta. Ela tem flerte, é divertida e não é madura demais, mas madura o suficiente", segundo Lovato. "Who's That Boy" segue um caminho semelhante; a faixa pop com influência R&B e hip hop, é sobre uma garota que se interessa por um rapaz desconhecido, que impressiona a todos a seu redor, e deseja conhecê-lo; seu co-escritor e produtor Ryan Tedder afirmou acreditar que "todos queriam ouvi-la falar sobre isso. É como se ela dissesse, 'Ei, a propósito, eu também ainda sou jovem e quero me divertir'. Há até uma pequena participação com rap". Dev é a responsável pelo verso de rap na faixa. "Who's That Boy" foi liberada em 16 de setembro de 2011 no canal oficial da cantora no Youtube. "You're My Only Shorty" possui uma batida bubblegum e conta com Iyaz em seu refrão. "Together", uma balada de andamento médio gravada em dueto com Jason Derülo, tem como objetivo passar a mensagem de que as pessoas poderiam mudar o mundo se se unissem; essa faixa encerra as participações vocais no álbum.
A quinta faixa, "Lightweight", é uma balada sobre colocar sua confiança no amor de alguém, apesar do medo de se machucar. A dance pop "Unbroken", eleita por Lovato como a sua favorita do disco, fala sobre estar pronta para deixar de lado suas decepções com relacionamentos amorosos e dar uma chance para uma nova pessoa. A balada "Fix a Heart", sétima faixa de Unbroken, teve uma prévia divulgada no seu canal oficial da cantora no Youtube antes do lançamento do disco, acompanhada de uma mensagem para os seus fãs. "Hold Up", outra faixa dance, fala sobre se render para o amor e abrir mão de suas barreiras. Demi afirmou que quando ouviu "Mistake" pela primeira vez o que lhe chamou a atenção foi a letra: "Eu fiquei fascinada pelo fato da garota ter terminado um relacionamento e isso ter sido culpa da outra pessoa, seu maior erro. Eu achei isso realmente interessante. Uma visão diferente de um rompimento. [...] Ao invés de se sentar pelos cantos sentindo o coração partido, você pode ouvir essa canção e se sentir quase poderosa, pensando 'Eu não vou deixar isso me manter pra baixo. Foi o maior erro dele'". A canção utiliza a mesma melodia de "Born to Be a Lady", da banda coreana Girls' Generation; ambas foram compostas por Dreamlab e Shelly Peiken. "Give Your Heart a Break" foi escolhida como o segundo single de Unbroken. A faixa possui batida electro-pop e é sobre querer que um rapaz que já foi magoado em relacionamentos anteriores dê a cantora a chance de provar que ela não é igual as outras. A balada sobre superação "Skyscraper", composta por Toby Gad, Kerli e Lindy Robbins, foi o primeiro single do álbum. Kerli afirmou que a inspiração para a escrita foi "uma imagem do apocalipse. O mundo estava em ruínas e no meio de todas as construções desmoronadas havia um arranha-céu ainda de pé". A balada tem uma estrutura musical simples e produção leve.
"In Real Life" foi composta por William James McAuley III - conhecido pelo nome artístico Bleu - e Lindsey Ray, que produziram uma demo no início de junho de 2011. Bleu afirmou que "soube que Demi estava procurando por canções mais adultas e produções modernas, e pensei que tinha algum material apropriado, então eu toquei algumas canções para o A&R dela na Hollywood Records [...] Ele pareceu realmente gostar de algumas delas e disse que as tocaria para Demi naquele dia [...] Então apenas umas cinco ou seis horas depois ele me ligou e disse que Demi tinha amado algumas canções (isso não acontece quase nunca, então eu fiquei praticamente em choque)". Especificamente sobre a faixa que entrou no álbum, ele disse que a ideia para a letra ficou em sua cabeça por algum tempo e que quis misturar alguns elementos do R&B antigo com batidas modernas e pop. Lovato considerou "My Love Is Like a Star", co-escrita por James Morrison, como uma das mais R&B do disco. A faixa fala sobre um casal se manter unido apesar da distância física entre eles. "For the Love of a Daughter" tinha sido composta por Demi Lovato e William Beckett, vocalista da banda The Academy Is..., para o antecessor Here We Go Again e estava presente na primeira lista de faixas organizada para ele, mas depois foi retirada. Na época, a cantora afirmou que a faixa trata de seu relacionamento com o pai biológico, comentando, "eu acho que todo mundo - bem, um monte de gente - passa por essa situação quando os pais se divorciam, e o que eles não percebem é o quanto isso realmente te afeta [...] Eu não estava planejando compor uma canção tão profunda, mas nós nos juntamos [ela e Beckett], tivemos uma longa conversa e então ela surgiu". Demi justificou o fato de não a ter lançado antes dizendo que "quando estava no Disney Channel, não queria que os pais tivessem que explicar a profundidade da letra para as crianças".

## Produção
| |  |  |
| Ryan Tedder (esquerda) co-escreveu e produziu a faixa "Who's That Boy", que conta com a participação da cantora de house music Dev (direita). |  |  |

A primeira gravação para o álbum foi feita com o produtor Dapo Torimiro, e em abril de 2011, foi divulgado que Demi estava trabalhando com os produtores/compositores Sandy Vee e August Rigo. Apesar disso, nenhuma canção escrita ou produzida por eles entrou na edição final do álbum. "Skyscraper" e "Give Your Heart a Break" foram as únicas faixas das gravações iniciais que permaneceram no projeto.
A cantora trabalhou mais tarde com o rapper e produtor Timbaland. A possibilidade de uma parceria entre a artista e o rapper surgiu em março de 2011, quando ele divulgou um vídeo no Youtube no qual dizia estar interessado em trabalhar com ela, a chamava de "incrível" e afirmava estar "muito impressionado" com sua voz, apesar de não se considerar uma pessoa "fácil de se agradar". Em julho, a cantora viajou para Miami, onde eles trabalharam em três canções juntos. A faixa "All Night Long" conta com rap de Missy Elliott, algo que não estava planejado antes de gravação: "Eu estava tão animada quando entrei no estúdio. Estava trabalhando com Timbaland e Missy estava lá [...] ela ouviu uma das canções e perguntou se podia fazer rap nela. Eu fiquei tipo, 'É claro, isso nem mesmo é uma questão.' E ela fez e foi maravilhosa", Lovato comentou. Outra faixa produzida por Timbaland é "Together", gravada em dueto com Jason Derülo. O cantor estava em Miami na época em que as faixas estavam sendo gravadas e um amigo em comum com a cantora ligou dizendo que ela estava interessada em gravar com ele, se estivesse disponível. As gravações foram feitas aproximadamente entre três e nove horas da manhã.

"Eu amo estar de volta ao estúdio! É muito terapêutico poder expressar meus sentimentos e falar sobre quem realmente sou, através da minha música. Também ajuda que eu seja tão sortuda por trabalhar com pessoas tão talentosas nesse disco! Com meu novo álbum, espero poder levar inspiração para as garotas de todos os lugares que estão passando pelos mesmos problemas que passei. Eu acho que isso estará em boa parte do material. [...] Há definitivamente várias emoções sendo colocadas nele. Eu me sinto abençoada, inspirada e nervosa por antecipação, mas, principalmente, animada com o futuro."

— Demi Lovato, em sua coluna na revista Seventeen (junho de 2011).
Ryan Tedder produziu a canção "Who's That Boy", que conta com a participação de Dev, para o álbum. Tedder, que também é vocalista da banda One Republic, comentou que "não tinha ideia do quanto a voz dela era boa. Ela é uma das melhores cantoras com quem já trabalhei. Literalmente, é boa assim... quero dizer, ela é uma vocalista do nível de Kelly Clarkson". O músico Bleu foi o responsável pela produção de "In Real Life"; ele afirmou que quando a cantora foi gravar os vocais para a faixa, estava inicialmente desconfortável: "Eu vivo em um pequeno lugar em Los Angeles e trabalho na minha pequena sala de estar... provavelmente não é a circunstância a que ela está acostumada. Mas, quando quebramos o gelo e comemos alguma coisa, nós voltamos para gravar a canção... e... deixe-me confirmar o que todos vem dizendo... Demi pode cantar! Ela foi incrível (de verdade), versátil, sabia as partes, tinha uma espontaneidade incrível, etc. Ela tornou meu trabalho fácil naquele dia".
Ela trabalhou também com Toby Gad e Rock Mafia.«Demi Lovato In The Studio With Rock Mafia» (em inglês). Disney Dreaming. Consultado em 24 de agosto de 2011. Cópia arquivada em 22 de dezembro de 2011</ref> Cerca de 20 faixas foram gravadas para o álbum, embora apenas quatorze tenham entrado em sua versão padrão, que também conta com um remix do single "Skyscraper". Entre as descartadas está uma canção registrada no BMI como "Beso Me Mucho", com Demi, Priscila Renea e Dapo Torimiro creditados pela composição.

## Divulgação
A faixa "All Night Long" foi liberada para stream em 14 de setembro de 2011. No dia seguinte, "Who's That Boy" também foi divulgada. Em 22 de agosto de 2011, a cantora anunciou através do seu Twitter oficial que faria dois shows para divulgação de Unbroken: o primeiro no Hammerstein Ballroom, Nova York, no dia 17 de setembro de 2011, e o segundo no Club Nokia, Los Angeles, em 23 de setembro de 2011. Essa foi a primeira vez que se apresentou em shows em cerca de um ano. Os ingressos se esgotaram em 15 minutos na apresentação de Nova York e em 30 minutos na de Los Angeles. Ela realiza a turnê A Special Night with Demi Lovato, que tem datas confirmadas entre os dias 16 de novembro de 2011 e 18 de julho de 2012, passando por Estados Unidos e América do Sul. O coreógrafo do programa So You Think You Can Dance Travis Wall e Tony Testa são os responsáveis pelas coreografias dos shows, dirigidos por Wade Robson.
Lovato foi um dos artistas participantes do Jingle Ball, uma pequena turnê realizada pela rádio Z100 no final de 2011, ao lado de Kelly Clarkson, Lady Gaga, The Script e David Guetta, entre outros. Uma das apresentações foi realizada no Madison Square Garden, onde a cantora apresentou apenas faixas selecionadas do Unbroken: "All Night Long", "Give Your Heart a Break", "Skyscraper" e "Unbroken".

## Singles
"Skyscraper" foi lançada como primeiro single do álbum em 12 de julho de 2011. Composta por Toby Gad, Kerli Kõiv e Lindy Robbins, é uma balada sobre superação. Seu videoclipe foi liberado no dia seguinte, com direção de Marc Pellington. Vendeu 176 mil cópias digitais em sua primeira semana nos Estados Unidos, estreando na segunda posição da Billboard Digital Songs e na décima da Billboard Hot 100, sendo essa a melhor semana inicial de um single solo da cantora até então. Também alcançou o top 10 no Brasil e na Nova Zelândia. O single vendeu mais de um milhão de cópias nos Estados Unidos e foi certificado platina pela Recording Industry Association of America (RIAA). Recebeu o certificado de ouro na Austrália.
"Give Your Heart a Break", composta e produzida por Joshua Alexander e Billy Steinberg, é o segundo single do álbum. Inicialmente, Lovato e sua equipe haviam escolhido a faixa "Who's That Boy", gravada com a participação de Dev; a gravidez de Dev durante o período de lançamento foi considerada um dos motivos da substituição. A letra da faixa é sobre querer que um rapaz que já foi machucado em relacionamentos anteriores dê a cantora a chance de provar que não faria o mesmo que as outras. Ele debutou no dia 31 de dezembro de 2011, através de uma performance ao vivo de Lovato no especial New Year's Eve da MTV, que ela também co-apresentou. Foi enviado para as rádios norte-americanas no final de janeiro de 2012 e alcançou a 16ª posição no Hot 100 da Billboard, o que fez dele o quarto single da cantora a entrar no top 20 da parada, incluindo "This Is Me", da trilha sonora do filme Camp Rock. Assim como o anterior, ultrapassou a marca de um milhão de downloads digitais nos Estados Unidos. Foi certificado ouro na Nova Zelândia.

## Faixas
A lista de faixas padrão foi divulgada no dia 23 de agosto de 2011 na página oficial da cantora. Na América Latina, o álbum foi liberado com uma faixa a mais, "Rascacielo", uma versão em espanhol do single "Skyscraper". Na Europa, foi lançado em duas versões: a padrão e uma deluxe no iTunes, com vídeos de apresentações ao vivo de duas canções e um extra com comentários de Lovato sobre cada faixa. Uma segunda edição deluxe foi lançada no Japão, contando com "Rascacielo" e duas novas faixas como bônus, além de um DVD com o videoclipe de "Skyscraper", seus bastidores e o mesmo vídeo com comentários sobre as faixas da versão europeia.
| Edição padrão |                                                  | |                                                          |         |  |
| N.º           | Título                                           | Compositor(es)                                                                                              | Produtor(es)                                             | Duração |  |
| 1.            | "All Night Long" (com Missy Elliott e Timbaland) | Demi Lovato, Melissa Elliott, Timothy Mosley, Jim Beanz, Lyrica Anderson, Joseph Angel, Jerome Harmon, Nire | Timbaland, Jerome Harmon[A]                              | 3:14    |  |
| 2.            | "Who's That Boy" (com Dev)                       | Devin Tailes, Ryan Tedder, Noel Zancanella                                                                  | Ryan Tedder, Noel Zancanella                             | 3:12    |  |
| 3.            | "You're My Only Shorty" (com Iyaz)               | Tim James, Antonina Armato                                                                                  | Rock Mafia, Devrim Karaoglu[B], Thomas Armato Sturges[B] | 3:06    |  |
| 4.            | "Together" (com Jason Derülo)                    | Lovato, T. Mosley, Beanz, Anderson, Tiyon Mack, Garland Mosley                                              | Timbaland, Jim Beanz                                     | 4:33    |  |
| 5.            | "Lightweight"                                    | T. Mosley, Shanna Crooks, Beanz, Frankie Storm, G. Mosley                                                   | Timbaland, Jim Beanz                                     | 4:01    |  |
| 6.            | "Unbroken"                                       | Lovato, Leah Haywood, Daniel James                                                                          | Dreamlab                                                 | 3:18    |  |
| 7.            | "Fix a Heart"                                    | Emanuel Kiriakou, Priscilla Renea                                                                           | Emanuel Kiriakou                                         | 3:13    |  |
| 8.            | "Hold Up"                                        | Lovato, Haywood, D. James, Ross Golan                                                                       | Dreamlab                                                 | 2:51    |  |
| 9.            | "Mistake"                                        | Haywood, D. James, Shelly Peiken                                                                            | Dreamlab                                                 | 3:33    |  |
| 10.           | "Give Your Heart a Break"                        | Joshua Alexander, Billy Steinberg                                                                           | Joshua Alexander, Billy Steinberg                        | 3:25    |  |
| 11.           | "Skyscraper"                                     | Toby Gad, Kerli Kõiv, Lindy Robbins                                                                         | Toby Gad                                                 | 3:42    |  |
| 12.           | "In Real Life"                                   | William James McAuley III, Lindsey Ray                                                                      | Bleu                                                     | 2:57    |  |
| 13.           | "My Love Is Like a Star"                         | Gad, James Morrison                                                                                         | Toby Gad                                                 | 3:50    |  |
| 14.           | "For the Love of a Daughter"                     | Lovato, William Beckett                                                                                     | Toby Gad                                                 | 4:00    |  |
| 15.           | "Skyscraper" (Wizz Dumb Remix)                   | Gad, Kõiv, Robbins                                                                                          | Toby Gad                                                 | 3:42    |  |

| Faixa bônus na América Latina |                                                   |                |         |  |
| N.º                           | Título                                            | Produtor(es)   | Duração |  |
| 16.                           | "Rascacielo" (versão em espanhol de "Skyscraper") | Edgar Cortázar | 3:42    |  |

| Faixas bônus da edição deluxe na Europa |                                   |         |  |
| N.º                                     | Título                            | Duração |  |
| 16.                                     | "Unbroken" (ao vivo em Hersey)    | 5:37    |  |
| 17.                                     | "Fix a Heart" (ao vivo em Hersey) | 3:29    |  |

| Faixas bônus da edição deluxe no Japão |                                                   |                                                        |                |         |  |
| N.º                                    | Título                                            | Compositor(es)                                         | Produtor(es)   | Duração |  |
| 16.                                    | "Rascacielo" (versão em espanhol de "Skyscraper") | Toby Gad, Kerli Kõiv, Lindy Robbins                    | Edgar Cortázar | 3:42    |  |
| 17.                                    | "Aftershock"                                      | Leah Haywood, Daniel James, Amy Pearson, Shelly Peiken | Dreamlab       | 3:11    |  |
| 18.                                    | "Yes I Am"                                        | Priscilla Renea, Dapo Torimiro                         | Dapo Torimiro  | 3:01    |  |

- A^ Co-produtor.
- B^ Produtor adicional.

## Recepção

### Análise da crítica
| Críticas profissionais | Críticas profissionais |
| Pontuações agregadas   | Pontuações agregadas   |
| Fonte                  | Avaliação              |
| ---------------------- | ---------------------- |
| Metacritic             | 59/100                 |
| Avaliações da crítica  |                        |
| Fonte                  | Avaliação              |
| Allmusic               | [ 63 ]                 |
| Artistdirect           | [ 64 ]                 |
| Entertainment Weekly   | B+                     |
| MusicOMH               | [ 66 ]                 |
| New York Times         | positiva               |
| PopMatters             | [ 68 ]                 |
| Rolling Stone          | [ 69 ]                 |
| Trash Lounge           | [ 70 ]                 |
| USA Today              | [ 71 ]                 |

Melissa Maerz, crítica do Entertainment Weekly, afirmou em sua resenha para o álbum que "há duas maneiras de pop stars fazerem um Álbum de Sobrevivente: ou cantando com tudo através dos problemas como Christina Aguilera ou fazendo como Rihanna e dançando até esquecer o que deveria estar superando. Em seu primeiro lançamento após deixar uma clínica de tratamento, Demi Lovato quer usar as duas maneiras. [...] Esse ano claramente foi difícil para Lovato. Mas às vezes anos ruins fazem ótimas canções". O álbum foi mais tarde incluído na lista de dez melhores de 2011 da revista. Na MTV, Jocelyn Vena escreveu uma crítica positiva, na qual disse que o álbum é "perfeitamente maduro sem afastar os adolescentes que cresceram amando a estrela de Camp Rock". Ela notou que ele possui "pitadas de Gwen Stefani, Christina Aguilera e Beyoncé" e que, apesar das colaborações e produtores conhecidos, Demi "ainda é a estrela do álbum", com sua "grande voz e atitude petulante-mas-ainda-vulnerável".
Kirstin Benson escreveu no Hollywood Life, "repleto de faixas consistentes, que vão de baladas emocionais (como 'Skyscraper') para canções pop divertidas, como sua colaboração com Dev em 'Who's That Boy', o alcance do talento de Demi é brilhantemente posto em prática em seu terceiro álbum. [...] O disco de 15 faixas começa com canções pop animadas, incluindo sua colaboração com Missy Elliott e Timbaland em 'All Night Long', e gradualmente se torna mais sério e emotivo com seu single 'Skyscraper', e a canção sobre seu relacionamento nada perfeito com o pai, 'For the Love of a Daughter'". Ela afirmou que todas as faixas são "únicas e diversificadas" e selecionou "Lightweight" como a melhor performance vocal da cantora em Unbroken. O site britânico Trash Lounge publicou uma resenha na qual disse que "estranhamente, as faixas mais fracas estão no começo do disco, como se quisessem tirá-las logo do caminho. A primeira, "All Night Long", é altamente viciante, porém a colaboração com Dev 'Who's That Boy' e o dueto com Iyaz 'You're My Only Shorty' são lamentavelmente medíocres. Mas passados esses dois erros, o resto é realmente um sucesso retumbante. As baladas em particular, são dignas de elogios [...] [elas] são cantadas lindamente; apesar dela ter composto significativamente menos nesse álbum do que nos seus anteriores, é difícil de notar ou se importar quando as performances têm esse efeito". A crítica elogiou também as faixas animadas "Unbroken" e "Hold Up", além de "My Love Is Like a Star", que afirmou ser "a melhor faixa diva-faz-soul-pop desde 'The Trouble with Love Is' de Kelly Clarkson", mas foi negativa com relação a 'In Real Life', descrevendo-a como "pobre". No PopMatters, Mike Schiller também criticou as primeiras quatro faixas do disco, comentando que "Unbroken seria muito melhor sem elas" e que "soa como um EP pop ridículo e insípido colocado logo antes de um álbum pop sólido e ocasionalmente causador de arrepios".
No Allmusic, Stephen Thomas Erlewine disse que as baladas do álbum são "tentativas admiráveis de honestidade" e as comparou com A Little More Personal (Raw), de Lindsay Lohan, "principalmente quando Lovato conclui o disco com 'For the Love of a Daughter', com seu refrão pesaroso ecoando os sentimentos de 'Confessions of a Broken Heart (Daughter to Father)'". Ele escreveu que "se Unbroken tivesse nada além de confissões essa seria uma maneira estranha, mas efetiva, de direcionar seus problemas. No entanto, [...] metade do álbum é composto por canções que agem como se nada estivesse errado no mundo de Demi. [...] É difícil festejar sabendo que Lovato poderia não lidar bem com os clubes, enquanto não é fácil confiar na melancolia das baladas sabendo que ela está pronta para se soltar". Jon Caramanica, crítico do New York Times, afirmou que Demi "sempre foi a menos previsível musicalmente da sua geração da Disney". Ele continuou dizendo que "no disco, ela colaborou com Jason Derülo, Iyaz e Dev, alguns dos cantores mais desejados para trabalhar em parceria, e algumas faixas foram produzidas por Timbaland" e que "essas canções dão a Lovato a oportunidade de se apresentar como uma adulta", mas que Unbroken "parece mais contido que seus álbuns anteriores". Jon disse que em "My Love Is Like a Star" ela "pareceu ter canalizado a alma da Mary J. Blige" e descreveu a voz da cantora como  "forte e versátil".

### Desempenho comercial
Unbroken debutou na terceira posição na parada oficial de álbuns da Nova Zelândia, a RIANZ, e na quarta da parada canadense. Na AMPROFON, parada de álbuns do México, estreou na 90ª posição e alcançou a nona na semana seguinte. Nos Estados Unidos, vendeu 96 mil cópias em sua primeira semana de distribuição e estreou na quarta posição da Billboard 200 e na primeira da Billboard Digital Albums, pelas 53 mil dessas cópias que foram digitais. Na mesma semana, duas canções do álbum entraram na Billboard Hot 100: "Fix a Heart" em #69, por 37 mil downloads digitais, e a faixa-título "Unbroken" em #98, por 24 mil downloads; outras duas, "Lightweight" e "All Night Long", entraram no Bubbling Under Hot 100, respectivamente nas 23ª e 24ª posições. Até novembro de 2012, o disco havia vendido 402 mil cópias no país. "Mistake" alcançou a posição #96 na Gaon Music Chart, parada da Coreia do Sul.
| Parada (2011/2012)                        | Melhor posição |
| ----------------------------------------- | -------------- |
| Alemanha (Media Control)                  | 61             |
| Austrália (ARIA)                          | 20             |
| Áustria (Austrian Albums Chart)           | 50             |
| Bélgica (Ultratop - Flanders)             | 25             |
| Bélgica (Ultratop - Valônia)              | 99             |
| Canadá (Canadian Albums Chart)            | 4              |
| Espanha (PROMUSICAE)                      | 24             |
| Estados Unidos (Billboard 200)            | 4              |
| Estados Unidos (Billboard Digital Albums) | 1              |
| Irlanda (IRMA)                            | 44             |
| Itália (FIMI)                             | 22             |
| Japão (Japanese Albums Chart)             | 1              |
| México (AMPROFON)                         | 9              |
| Nova Zelândia (RIANZ)                     | 3              |
| Países Baixos (MegaCharts)                | 63             |
| Polônia (Polish Music Charts)             | 68             |
| Reino Unido (OCC)                         | 45             |
| Reino Unido (UK Digital Albums)           | 37             |
| Suíça (Hitparade)                         | 29             |

| País           | Associação | Certificação | Vendas     |
| -------------- | ---------- | ------------ | ---------- |
| Estados Unidos | RIAA       | platina      | 1.000.000+ |
| Brasil         | ABPD       | 3× Platina   | 120.000+   |
| Filipinas      | PARI       | Ouro         | 7.500+     |
| Chile          | IFPI       | Ouro         | 5.000+     |

## Créditos
Criatividade e gerenciamento
| - Hilary Walsh – fotografia - David Snow – Direção criativa - Cindy Warden – A&R - Jon Lind – A&R | - Enny Joo – Direção de arte, design - Mike Daddy Evans – Coordenação de produção executiva - Brian Byrd – Coordenação de produção - Joyce Bonelli – Maquiagem |

Performances
| - Demi Lovato – vocal, vocal de apoio - Jordin Sparks – vocal de apoio (faixa 11, "Skyscraper") - Dev – participação vocal (faixa 2, "Who's That Boy") - Timbaland – participação vocal (faixa 1, "All Night Long") - Missy Elliott – participação vocal (faixa 1, "All Night Long") | - Lindsey Ray – vocal de apoio (faixa 12, "In Real Life") - Iyaz – participação vocal (faixa 3, "You're My Only Shorty") - Jaden Michaels – vocal de apoio (faixa 10, "Give Your Heart a Break") - Jason Derülo – participação vocal (faixa 4, "Together") |

Técnico
| - Devrim "DK" Karaoglu – Produção adicional - Thomas Armato Sturges – Produção adicional - Jeremiah Olvera – Assistência - Tucker Robinson – Assistência - Alex Dilliplane – Assistência em engenharia - Elizabeth Gallardo – Assistência em engenharia - Emanuel Kiriakou – Composição, baixo, teclado, piano, produção, programação - Wizz Dumb – Composição - Antonina Armato – Composição - William Beckett – Composição - Ross Golan – Composição - Leah Haywood – Composição - Daniel James – Composição - Kerli Kõiv – Composição - James Morrison – Composição - Shelly Peiken – Composição - Missy Elliott – Composição - Lyrica Anderson – Composição - Priscilla Renea – Composição - Lindy Robbins – Composição - Frankie Storm – Composição - Shanna Crooks – Composição - Devin Tailes – Composição - Tim James – Composição, edição digital, mixagem - Bleu – Composição, engenharia, guitarra, teclado, mixagem, produção, programação - Josh Alexander – Composição, engenharia, instrumentação, mixagem, produção, programação - Ryan Tedder – Composição, engenharia, instrumentação, produção - Garland Mosley – Composição, coordenação de produção executiva | - Toby Gad – Composição, instrumentação, mixagem, produção, programação - Noel Zancanella – Composição, instrumentação, produção - Billy Steinberg – Composição, produção - Jim Beanz – Composição, produção, produção vocal, vocal - Lindsey Ray – Composição - Demi Lovato – Composição - Nigel Lundemo – Edição digital - Jens Koerkemeier – Edição, engenharia - Bobby Campbell – Engenharia - Smith Carlson – Engenharia - Chris Garcia – Engenharia - Koil – Engenharia - Julian Vasquez – Engenharia - Steve Hammons – Engenharia, mixagem - John Hanes – Engenharia, mixagem - Eren Cannata – Guitarra - CM Spida – Guitarra - Robert Vosgien – Masterização - Ducky Carlisle – Mixagem - Serban Ghenea – Mixagem - Chris Godbey – Mixagem - Paul Palmer – Mixagem - Neil Pogue – Mixagem - Phil Seaford – Assistência em mixagem - Scott Roewe – Pro Tools - Dreamlab – Produção - Jerome Harmon – Produção - Rock Mafia – Produção - Timbaland – Produção - Adam Comstock – Segunda engenharia - Steve Lu – Arranjo de instrumentos de corda |

– Adaptado do Allmusic.

## Histórico de lançamento
Unbroken foi liberado primeiramente na Nova Zelândia, em 19 de setembro de 2011, e no dia seguinte no Canadá, Estados Unidos e México. Tornou-se disponível para venda em 23 de setembro de 2011 na Austrália e uma semana depois nos Países Baixos. No Brasil, o lançamento ocorreu em 11 de outubro de 2011. Começou a ser liberado em diversos outros países da Europa, e no Japão, no primeiro semestre de 2012.
| País           | Data                    |
| -------------- | ----------------------- |
| Nova Zelândia  | 19 de setembro de 2011  |
| Canadá         | 20 de setembro de 2011  |
| Estados Unidos | 20 de setembro de 2011  |
| México         | 20 de setembro de 2011  |
| Austrália      | 23 de setembro de 2011  |
| Países Baixos  | 30 de setembro de 2011  |
| Brasil         | 11 de outubro de 2011   |
| Alemanha       | 17 de fevereiro de 2012 |
| Suíça          | 17 de fevereiro de 2012 |
| Áustria        | 17 de fevereiro de 2012 |
| Noruega        | 17 de fevereiro de 2012 |
| França         | 20 de fevereiro de 2012 |

| País        | Data                    |
| ----------- | ----------------------- |
| Bélgica     | 20 de fevereiro de 2012 |
| Dinamarca   | 20 de fevereiro de 2012 |
| Finlândia   | 20 de fevereiro de 2012 |
| Grécia      | 20 de fevereiro de 2012 |
| Portugal    | 20 de fevereiro de 2012 |
| Espanha     | 20 de fevereiro de 2012 |
| Suécia      | 20 de fevereiro de 2012 |
| Itália      | 21 de fevereiro de 2012 |
| Irlanda     | 2 de março de 2012      |
| Japão       | 21 de março de 2012     |
| Reino Unido | 2 de abril de 2012      |